# 李大權
李大权（?—?），《大越史记全书》作李代权，隋朝交州起事领袖李佛子哥哥的儿子。
李佛子率众占据了骆越王的故城，杨素认为瓜州刺史长安人刘方有将帅的谋略，推荐刘方率军征伐交州，隋文帝下诏任命刘方为交州道行军总管，率领二十七营军队进发。李大权被叔父李佛子派去守龙编城、别帅李普鼎守乌鸢城。刘方军至，向李佛子陈述利害，劝谕归降，李佛子、李大权投降，前李朝灭亡。。